# Телевидение на Украине
Телевидение в УССР было введено в 1951 году. Ныне украинское ТВ насчитывает 101 канал, включая 65 региональных телекомпаний.

## История

### Предыстория (до 1953 года)
В 1933 году были созданы Всесоюзный комитет по радиофикации и радиовещанию при СНК СССР (Радиокомитет СССР) и Комитет по радиофикации и радиовещанию при СНК УССР (Радиокомитет УССР). Первая официальная попытка прямого эфира в УССР была предпринята 1 февраля 1939 года. Съёмка происходила в маленькой киевской студии. Трансляция продолжалась 40 минут, во время неё был показан портрет Григория Орджоникидзе. В 1949 году Радиокомитет СССР и Радиокомитет УССР были реорганизованы в Комитет радиоинформации СМ СССР и Комитет радиоинформации СМ УССР соответственно.
Из-за Великой Отечественной войны второе рождение украинского телевидения состоялось только 6 ноября 1951 года. Киевский телецентр выпустил в эфир советский патриотический фильм «Великое зарево». На следующий день показывали празднование в честь 34-й годовщины Октябрьской революции. 1 мая 1952 года были показаны концерты украинских певцов Киевского оперного театра, сразу после постройки московского и ленинградского телецентров.
Со второй половины 1940-х годов по 1954 год в стране работало всего три телевизионных центра (в Москве, Ленинграде и Киеве), и аудитория телезрителей не была большой.
В 1949 году радиолюбители построили в Харькове первый в стране любительский телецентр и
7 мая 1951 года, за полгода до выхода в эфир киевского телецентра, началось вещание из первого любительского телецентра. Главный инженер московского телецентра в январе 1951 года отметил, что достигнутая здесь чёткость изображения не уступала столичной. Данный телецентр работал три года, и уже в 1954 году в Харькове был построен профессиональный телецентр. Харьков был первым европейским городом, где на двух каналах по различным системам работало двухпрограммное телевидение.

### Дуополия Гостелерадио СССР-Гостелерадио УССР (1953—1991)
В 1953—1956 гг. телевещание в Украинской ССР велось телецентрами, в 1956—1957 гг. телевещание в Украинской ССР велось Главным управлением радиоинформации Министерства культуры УССР и отделами радиоинформации управлений культуры областей, в 1957—1961 гг. — Государственным комитетом по радиовещанию и телевидению Совета Министров УССР (Гостелерадио УССР) и комитетами по радиовещанию и телевидению облисполкомов, передачи велись по нескольким местным программам, в 1961—1991 гг. — Государственным комитетом СССР по телевидению и радиовещанию, Гостелерадио УССР и комитетами по телевидению и радиовещанию облисполкомов (вели областные передачи по республиканской программе), с 1965 до 6 марта 1972 года по смешанной союзной-республиканской программе, состоящий из передач 1-й программы Центрального телевидения, общереспубликанских передач Гостелерадио УССР и комитетов по телевидению и радиовещанию областей и местных телепередач Гостелерадио УССР и комитетов по телевидению и радиовещанию областей, с 1973 года в Киеве началась ретрансляция передач 2-й программы Центрального телевидения, с 6 марта 1972 до 1982 года по двум программам, одна из которых состояла из передач 1-й программы Центрального телевидения, вторая из республиканских передач Гостелерадио УССР и местных передач комитетов по телевидению и радиовещанию, с 1982 до 13 мая 1991 года — по трём программам, одна из которых состояла из передач 1-й программы Центрального телевидения, вторая — из республиканских и местных передач, третья — из передач 2-й программы Центрального телевидения. До середины 1960-х годов вещание осуществлялось только в прямом эфире, затем начала использоваться видеозапись. В 1983 году началось строительство нового телецентра в Киеве. 
В декабре 1989 года лицензию на вещание получил первый частный канал Украины «Тонис». 13 октября 1990 года в Харькове на «7 канале» в эфир вышли программы, подготовленные студией АТВ-1, в дальнейшем «Тонис-Центр». Этот день принято считать днём рождения украинского негосударственного телевидения. К 1992 году существовало 3 версии канала — помимо «Тонис-Юг» в Николаеве и «Тонис-Центр» в Харькове, был создан и «Тонис-Энтер» в Киеве. Но с течением времени киевская версия «Тониса» превратилась в самостоятельный канал ТЕТ, и, чтобы остаться на киевском телевидении, была создана новая версия «Тонис-Киев».

### Триполия РГТРК «Останкино» — ВГТРК — ГТРК Украины
С 13 мая до 24 мая 1991 года телевещание велось Гостелерадио СССР, Всероссийской государственной телевизионной и радиовещательной компанией и Всесоюзной государственной телерадиокомпанией, с 24 мая до 27 декабря 1991 года телевещание на Украине велось Государственной телерадиовещательной компанией Украины, Всероссийской государственной телевизионной и радиовещательной компанией и Всесоюзной государственной телерадиокомпанией, с 27 декабря 1991 до 31 марта 1995 года —  Государственной телерадиовещательной компанией Украины, ВГТРК и Российской государственной телерадиокомпании «Останкино», передавалось три общегосударственные телепрограммы — одна состояла из передач 1-го канала Останкино, вторая — из передач 1-й программы Украинского телевидения (программа «УТ-1»), третья — из передач 2-й программы Украинского телевидения (программы «УТ-2») и передач ВГТРК.

### Конец триполии РГТРК «Останкино» — ВГТРК — ГТРК Украины (1995—2000)
С 1 апреля до 3 августа 1995 года телевещание на Украине велось Национальной телекомпанией Украины, ВГТРК и ЗАО «Общественное российское телевидение» (ЗАО «ОРТ»), с 1 августа 1995 до 20 октября 1996 года — Национальной телекомпанией Украины (по 1-й и 2-й программам) и ЗАО «Общественное российское телевидение» (по 3-й программе), с  20 октября 1996 года до 31 декабря 1997 года — Национальной телекомпанией Украины (по 1-й и 2-й программе) и Украинская независимая телекорпорация (29 % принадлежали ОРТ/Первому каналу до 2015 года, однако контрольный пакет акций принадлежал украинской частной корпорации «Ассоциация „Деловой свет“») (по 3-й программе), с 1 января 1997 года — Национальная телекомпания Украины (по 1-й и 2-й программам), Телерадиокомпания «Студия «1+1» (по 2-й программе совместно с Национальной телекомпанией Украины, с 6 сентября 2004 года — самостоятельно), Украинская независимая телекорпорация (по 3-й программе).

### Запуск цифрового телевидения (начало 2010-х)
18 августа 2011 года состоялся конкурс, по результатам которого были выбраны каналы для четырёх общенациональных мультиплексов цифрового телевидения. Часть каналов к тому моменту не начали вещание, и победителей выбирали по программной концепции. Тем, кто получил лицензии по программной концепции, не запустив канал к моменту объявления победителей, был дан год на запуск каналов (до августа 2012 года). После объявления результатов конкурса ходили слухи о возможной продаже четырёх каналов из общенациональных мультиплексов (Real TV Estate, Star TV, Погода ТБ и Goldberry; первый из этого списка был продан). Также предполагалось, что некоторые каналы сменят концепцию, поскольку среди выигравших эфирные лицензии было 4 музыкальных канала (Enter-Music, М1, Star TV, MTV Украина; первый из этого списка прекратил вещание и был заменен детским телеканалом Пиксель tv), а некоторые каналы имеют слишком узкую направленность (Погода ТБ, Хоккей). UBR впоследствии отказался от своих мест в региональном мультиплексе, и на эти места будут претендовать другие каналы во время повторного конкурса.

### Современное состояние
В современный период телевидение на Украине делится на общественное и коммерческое. Общественное телевидение представлено общественным предприятием «Национальная общественная телерадиокомпания Украины», а коммерческое — медиахолдингам, основными акционерами которых являются олигархи. Крупнейшие информационно-развлекательные коммерческие телеканалы — «1+1», «ICTV» и «Интер».
Согласно Постановлению Кабинета Министров Украины № 509 от 13 июня 2018 года аналоговое вещание было отключено на территории Кировоградской области и г. Киева с 31 июля 2018 года. Дата отключения аналогового телевещания на остальной территории Украины определена как 31 августа 2018 года.
С 1 сентября 2018 года для телезрителей Украины доступными остаются следующие каналы телевещания:
- цифровое телевидение (DVB-T2 на ДМВ)
- спутниковое телевидение (Viasat)
- кабельное телевидение (региональные операторы)
- онлайн-сервисы и IPTV (наиболее известные — Киевстар ТВ, Sweet TV, MEGOGO, Divan TV, Handy TV)

### Телевидение высокой чёткости
По состоянию на 27 декабря 2021 года, на Украине в HD в эфирном режиме (наземное/спутниковое/кабельное ТВ) вещает более 26 каналов, среди которых:
1. «Прямий» (не кодируется)
2. «Воля Cine+ HD» («Воля», платно)[20]
3. 6 1/2 «Воля Cine+ Hit HD» («Воля», платно)[20]
4. «Трофей HD» (в цифровых кабельных сетях, платно)[21]
5. «English Club TV HD» (в цифровых кабельных и спутниковых сетях, платно)
6. «Slavian Music» (в цифровых кабельных сетях, платно)[22]
7. «Music Box UA»[23] (в цифровых кабельных сетях, платно)
8. «Донецьк» (кабельное, спутниковое ТВ)
9. «М1» (в цифровых спутниковых и кабельных сетях, платно)
10. «М2» (в цифровых спутниковых и кабельных сетях, платно)
11. «1+1» (в цифровых спутниковых и кабельных сетях, платно)
12. «2+2» (в цифровых спутниковых и кабельных сетях, платно)
13. «ТЕТ» (в цифровых спутниковых и кабельных сетях, платно)
14. «UA DONBASS» (в цифровых спутниковых и кабельных сетях, платно)
15. «ICTV» (в цифровых спутниковых и кабельных сетях, платно)
16. «СТБ» (в цифровых спутниковых и кабельных сетях, платно)
17. Новый канал (в цифровых спутниковых и кабельных сетях, платно)
18. Оце (в цифровых спутниковых и кабельных сетях, платно)
19. UA: Первый (во время трансляции отдельных передач, вещание в кабельных и IPTV сетях)
20. Пятый канал (Украина) (в цифровых спутниковых и кабельных сетях)

Каналы, вещающие в стандарте высокой чёткости в онлайн-сервисах и IPTV:
1. «Эспрессо TV»[24]
2. «Гражданское ТВ»[25]
3. «НАШ ДОНБАСС»

## Категории транслируемых фильмов
Фильмы, транслируемые на многих украинских телеканалах, подразделяются на три возрастные категории:
 I категория — фильмы без ограничений по возрасту. При трансляции до 2016 года помечались зелёным кружком в правом нижнем углу экрана.
 II категория — фильмы, просмотр которых рекомендуется детям вместе с родителями. До 2016 года помечались жёлтым треугольником.
 III категория — фильмы только для взрослых. До 2016 года помечались красным квадратом.
С 2016 года используются новые обозначения — «12+» и «16+» для фильмов II категории и «18+» для фильмов III категории. Фильмы I категории маркируются как «0+».